# Bodotria minuta
Bodotria minuta är en kräftdjursart som beskrevs av Kurian 1961. Bodotria minuta ingår i släktet Bodotria och familjen Bodotriidae. Inga underarter finns listade i Catalogue of Life.